# Лінн (округ, Техас)
Шаблон:StateAbbr_ 33°11′ пн. ш. 101°49′ зх. д. / 33.18° пн. ш. 101.82° зх. д.
Округ Лінн (англ. Lynn County) — округ (графство) у штаті Техас, США. Ідентифікатор округу 48305.

## Історія
Округ утворений 1876 року.

## Демографія
За даними перепису 2000 року загальне населення округу становило 6550 осіб, зокрема міського населення було 2865, а сільського — 3685. Серед мешканців округу чоловіків було 3269, а жінок — 3281. В окрузі було 2354 домогосподарства, 1778 родин, які мешкали в 2671 будинках. Середній розмір родини становив 3,25.
Віковий розподіл населення поданий у таблиці:
| Стать    | До 15 років | 15-21 | 22-29 | 30-39 | 40-49 | 50-65 | 65-85 | Понад 85 |
| -------- | ----------- | ----- | ----- | ----- | ----- | ----- | ----- | -------- |
| Чоловіки | 854         | 411   | 239   | 416   | 484   | 461   | 370   | 34       |
| Жінки    | 797         | 325   | 241   | 459   | 437   | 510   | 449   | 63       |

## Суміжні округи
- Лаббок — північ
- Гарза — схід
- Борден — південний схід
- Доусон — південь
- Террі — захід
- Гоклі — північний захід

## Виноски
1. ↑  U.S. Decennial Census. United States Census Bureau. Архів оригіналу за 19 липня 2018. Процитовано 3 травня 2015.
2. ↑  Texas Almanac: Population History of Counties from 1850–2010 (PDF). Texas Almanac. Архів оригіналу (PDF) за 26 лютого 2015. Процитовано 3 травня 2015.
3. ↑  State & County QuickFacts. United States Census Bureau. Архів оригіналу за 18 жовтня 2011. Процитовано 19 грудня 2013.(англ.) Наведено за англійською вікіпедією.
4. ↑  American FactFinder. Бюро перепису населення США. Архів оригіналу за 26 лютого 2012. Процитовано 31 січня 2008.

| США | Це незавершена стаття з географії США. Ви можете допомогти проєкту, виправивши або дописавши її. |